# Xaxado

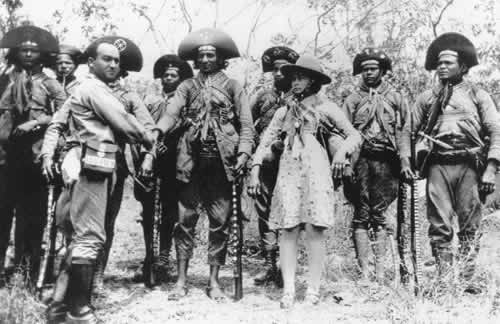
O xaxado foi difundido pelo Nordeste brasileiro por Lampião e seu bando

Xaxado é uma dança popular brasileira originada no sertão do estado de Pernambuco, região Nordeste. Originalmente, foi praticada apenas por homens, pois a atuação de mulheres era vedada. Trata-se de um tipo de forró. É executada em círculo ou em fila indiana. A coreografia caracteriza-se por movimentos laterais com o pé direito, seguidos pelo arraste do pé esquerdo, criando um ritmo marcado e deslizante, muitas vezes acompanhado pelo som de fuzis sendo batidos no chão, em referência ou influência dos cangaceiros liderados por Lampião.
O xaxado foi popularizado e muito praticado no passado pelo cangaço da região Nordeste, em celebração às suas vitórias. Surgiu na segunda década do século XX. É Patrimônio Cultural do Brasil.

## Etimologia
A palavra xaxado é uma onomatopeia do barulho xa-xa-xa, que os dançarinos fazem ao arrastar as percatas (alpercatas) no chão durante a dança.